# Fred West
Pour les articles homonymes, voir West.
Frederick Walter Stephen "Fred" West (né le 29 septembre 1941 à Much Marcle dans le Herefordshire et mort le 1er janvier 1995 à la Winson Green Prison de Birmingham) est un tueur en série et violeur britannique, père incestueux et assassin de sa propre fille. Il fut suspecté du meurtre d'une douzaine d'adolescentes et de jeunes femmes, assassinées entre 1967 et 1987, dans ses maisons du 25 Midland Road et 25 Cromwell Street à Gloucester. Il se donne la mort par pendaison dans sa cellule avant son procès.
Sa seconde épouse Rosemary Pauline "Rose" West (née Letts, le 29 novembre 1953 à Northam dans le Devon), sa complice, a été condamnée en novembre 1995 à dix peines de prison à vie, après avoir été reconnue coupable des dix chefs d'inculpation de meurtres. 

## Biographie

### Enfance
Fred West naît en 1941, dans une ferme du Herefordshire, non loin de Gloucester, au sein d'un foyer fortement perturbé dont la mère se livrait à des abus sexuels sur son fils et le père se livrait à des actes sexuels sur ses enfants ainsi qu'à des pratiques zoophiles. 
Très tôt, le jeune garçon se livre à du chapardage, montrant également une certaine propension au mensonge et à la violence. Puis dès l’âge de seize ans, il s'intéresse de façon insistante aux filles qui ne le laissent pas indifférent. 

### Âge adulte
À vingt ans, il est jugé pour le viol d'une adolescente de 13 ans, la fille d’un couple d’amis. Son avocat le tire d’affaire, arguant de ses crises d’épilepsie. Cette affaire le laisse totalement insensible, au point que les attentats à la pudeur se succèdent.
Durant les années 1960, Fred West exerce le métier de marchand de glaces et sillonne les routes du Gloucestershire à bord de sa camionnette. Mais sa carrière prend fin le jour où il est impliqué dans un accident de la route mortel à Glasgow en renversant un enfant âgé de trois ans,.

### Premier meurtre
Il se fait alors embaucher dans un abattoir. C'est durant cette période qu'il assassine l'une de ses maîtresses, Anne McFall, âgée de 18 ans, qui portait un enfant de lui. Celle-ci le pressait de quitter sa première femme, Catherine dite « Rena », afin qu'il l'épouse. Rena, une prostituée occasionnelle originaire de Glasgow et avec laquelle il ne vivait que par intermittence, devenait jalouse. Fred West a démembré Anne McFall et a « signé » son crime en lui coupant doigts et orteils et en lui arrachant les rotules. 

### Rencontre avec Rosemary
Il vivait déjà à l'époque avec Rosemary Pauline Letts dite « Rose », une adolescente âgée seulement de quinze ans qu'il avait rencontrée pour la première fois à un arrêt de bus. Les parents de Rosemary, alarmés par la liaison que leur fille entretenait avec un homme âgé de dix ans de plus qu’elle, remettent celle-ci à la garde des services sociaux qui, cependant, lui permettent de continuer à voir Fred. Un an plus tard, Rosemary donne naissance à leur premier enfant, une fille prénommée Heather (sept autres enfants suivront). 
Fred est incarcéré pour vol entre le 4 décembre 1970 et le 24 juin 1971. Rosemary commet à cette époque son premier meurtre en tuant Charmaine, la fille de huit ans que Rena, la première épouse de Fred, avait eue avec un chauffeur de bus indien de Glasgow. Charmaine vivait alors avec les West lorsqu'elle n’était pas prise en charge par les services sociaux de la ville. La fillette était alors victime de maltraitance de la part de Rosemary. Pour expliquer sa disparition, les West prétendirent qu’elle avait été emmenée par sa vraie mère Rena. Cette dernière, qui s'inquiète du sort de sa fille, est assassinée et démembrée par Fred au mois d'août 1971.
En 1972, Fred épouse Rosemary, qui n’a alors que 19 ans. Peu de temps après, le couple agresse sexuellement pour la première fois la demi-sœur de Charmaine, Anna Marie, alors âgée de huit ans, que Fred avait eue avec Rena. Après lui avoir lié les mains et posé un bâillon sur la bouche, les West l'emmenèrent à la cave ; là Rosemary s’assied sur le visage de la fillette tandis que Fred la viole. Anna Marie est menacée d'une sévère correction si elle s'avise de les dénoncer. Par la suite, elle est régulièrement attachée à une structure en métal que Fred a construit à la cave afin que sa femme puisse l'agresser sexuellement.
En décembre 1972, le couple West commet son premier enlèvement sur la personne de Caroline Owens. La victime est une première fois agressée sexuellement par Rosemary dans la voiture qui l'emmène au 25 Cromwell Street à Gloucester. Puis, assommée par Fred, elle est attachée à l'aide d'un ruban adhésif et traînée dans la cave du domicile des West où elle est à nouveau agressée par Rosemary, puis violée par Fred. Le couple libère finalement Caroline à la condition que celle-ci accepte de revenir pour recommencer. Au lieu de quoi la jeune femme va trouver la police, laquelle la persuade de porter plainte contre les West pour attentat à la pudeur plutôt que pour enlèvement et viol : de cette manière, Fred et Rosemary plaideront coupables et éviterait à Caroline un témoignage traumatisant devant un tribunal. En définitive, les West sont condamnés à une amende de 50 livres chacun,,.
Les West, craignant par la suite que leurs futures victimes ne suivent l’exemple de Caroline en allant voir la police, décident de ne leur laisser aucune chance. Ils enlèvent au total six autres jeunes filles qu'ils finissent toutes par tuer, démembrer et enterrer dans la cave ; ils aménagent plus tard cette pièce comme chambre pour leurs enfants.

## L'enquête

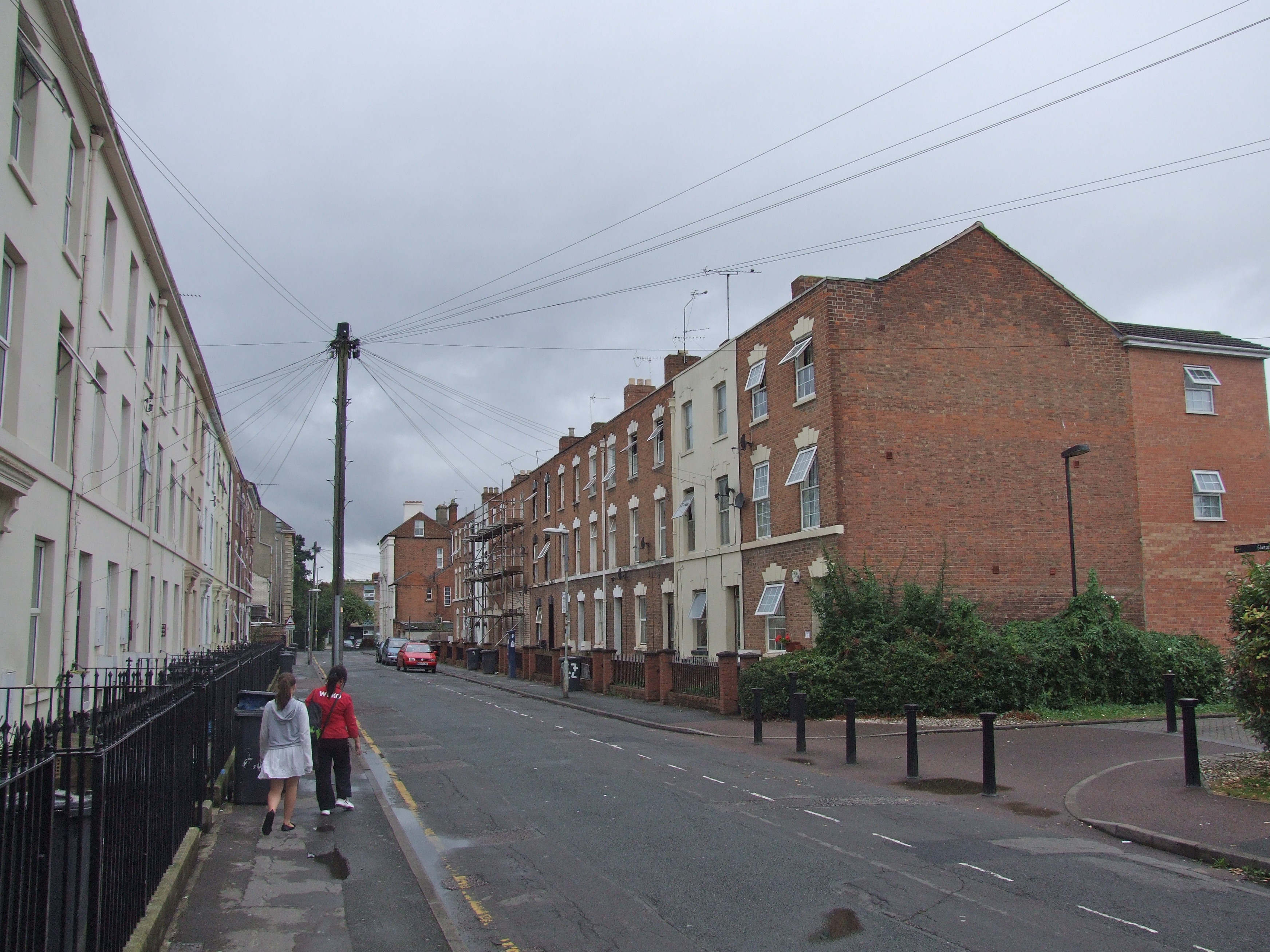
La rue Cromwell Street à Gloucester en 2011. Le site de l'ancienne « maison d'horreurs » se trouve à droite.

L'affaire débute lorsque la police de Gloucester rend visite, le 24 février 1994, au domicile des époux West, dans le cadre de l'enquête relative à la disparition de l'une des filles du couple, Heather, disparue sept ans plus tôt sans donner signe de vie. L'adolescente, qui avait 16 ans au moment de sa disparition, s'était plainte des sévices de ses parents. Les enquêteurs soupçonnent clairement les West d'avoir assassiné leur fille et se sont munis d'un mandat de perquisition les autorisant à effectuer des fouilles dans le jardin où les policiers commencent leurs investigations. 
Durant les fouilles, Fred West déclare qu'il n'est pas inquiet. Il affirme même que sa fille est lesbienne, qu'elle a fait une fugue et s'est probablement enfuie à l'étranger. Heather ne possédant pas de passeport, le fait que la jeune adolescente ait pu quitter le territoire britannique clandestinement pourrait être une éventualité. La seule chose qui préoccupe Fred West dans l'immédiat est la perspective que les policiers ne remettent pas les lieux en état après leurs fouilles.
Mais bientôt, les enquêteurs découvrent trois ossements humains dont ceux de deux jambes droites. On en déduit alors que si une partie d'entre eux sont censés appartenir à Heather, elle n'est probablement pas la seule victime. Fred a tué sa fille, puis l'a enterrée en dessous de la terrasse. Les policiers continuent alors de creuser et trouvent de nombreux autres ossements. Le sous-sol de la maison  est fouillé, les fondations en béton de la salle de bain sont cassées. Au total, on dénombre neuf dépouilles au 25 Cromwell Street. Mais les enquêteurs ne s’arrêtent pas là et ont également l'idée de poursuivre leurs recherches au précédent domicile des époux West, le 25 Midland Road, dans lequel trois cadavres supplémentaires sont découverts,. Un cadavre est découvert dans les fondations de la maison, la fille de Fred West tandis que les dépouilles de la première femme de Fred West, Rena, et de l'une de ses maîtresses – enceinte au moment de sa mort – sont découvertes dans deux champs aux environs du lieu de naissance de West, à Much Marcle.
Toutes les victimes (exclusivement des jeunes filles) ont été enlevées, torturées, violées et assassinées. Elles ont également été systématiquement démembrées ou décapitées.

## Les victimes
Douze jeunes filles furent assassinées par les West entre 1967 et 1987 (deux le furent  par Fred, une seule par Rosemary, et les neuf autres l'ont été de concert) :
- Anne McFall (18 ans), tuée en juin 1967, maîtresse de Fred West ; lors de son décès, elle était enceinte de lui ;
- Charmaine West (née le 22 février 1963 - morte en 1971), fille de Catherine « Rena » West issue d'une première liaison, tuée par Rosemary West ;
- Catherine « Rena » West (née Costello le 14 avril 1944 - morte en août 1971), première épouse de Fred West, tuée par ce dernier lorsqu'elle s'inquiéta de la disparition de sa fille Charmaine ;
- Lynda Gough (née le 1er mai 1953 - disparue le 20 avril 1973) ;
- Carol Ann Cooper (née le 10 avril 1958 - disparue le 10 novembre 1973) ;
- Lucy Katherine Partington (née le 4 mars 1952 - disparue le 27 décembre 1973) ;
- Therese Siegenthaler (née le 27 novembre 1952 - disparue le 16 avril 1974) ;.
- Shirley Hubbard (née le 26 juin 1959 - disparue le 15 novembre 1974) ;
- Juanita Marion Mott (née le 1er mars 1957 - disparue le 12 avril 1975) ;
- Shirley Anne Robinson (née le 8 octobre 1959 - disparue le 10 mai 1978) ;
- Alison Chambers (née le 8 septembre 1962 - disparue  le 5 août 1979) ;
- Heather Ann West (née le 17 octobre 1970 - disparue le 19 juin 1987), fille ainée de Fred et Rosemary, probablement la dernière victime.

Anna-Mary West (fille de Fred West et de sa première épouse Rena) et Caroline Owens furent victimes de viols et de sévices de la part du couple.
Mary Bastholm, âgée de 15 ans, disparue le 6 avril 1968 à l'arrêt de bus de Bristol Road à Gloucester. Même si son corps n'a jamais été retrouvé, les enquêteurs estiment cependant qu'elle fut l'une des victimes de Fred West, qui la connaissait. Il fréquentait en effet le café où la jeune adolescente était serveuse.

## Épilogue
À Gloucester, la maison du 25 Cromwell Street jouxtant une église adventiste du septième jour a été démolie en octobre 1996 et a depuis permis d'aménager une ruelle piétonne rejoignant St Michael's Square.

## Filmographie
Le rôle de Fred West est interprété par son homonyme Dominic West dans le film Une femme de confiance.